# رزيك بن طلائع
رُزِيك بْنُ طَلائِع الغَسَّانِي هو وزير فاطمي وابن الوزير الشيعي الاثني عشري الأرميني طلائع بن رزيك، خلف والده عندما اغتيل في سبتمبر 1161. أُطيح به من قبل القائد العسكري شاور بن مجير السعدي في أوائل عام 1163 وأعدم في أغسطس 1163. 